# Oreocnide trinervis
Oreocnide trinervis là loài thực vật có hoa trong họ Tầm ma. Loài này được (Wedd.) Miq. mô tả khoa học đầu tiên năm 1854.